# Зу-ль-Кифль
Зу-ль-Кифль (араб. ذو الكفل‎) — исламский пророк, упомянутый в Коране. Часто отождествляется с ветхозаветным пророком Иезекиилем.

## Имя
Имя пророка Зу-ль-Кифля буквально означает «обладатель обеспечения». Приставка «Зу» обозначает «обладатель», а слово «кифл — обеспечение» произошло от глагола «кафала» — обеспечил (например арабск. Кафаля-ль-ятима — обеспечил сироту). Данное имя пророк получил за то, что он брал на себя ответственность избавить свой народ от нужды, ручался за то, что он будет справедливым судьёй среди них. Зу-ль-Кифль прожил долгую жизнь и умер, полностью выполнив всё, за что он ручался.

## Биография
Пророк, имя которого упоминается в аятах Корана наряду с пророками Исмаилом и Идрисом. Существуют разные мнения в отношении вопроса, является ли Зу-ль-Кифль пророком Аллаха, однако большинство богословов все же считает, что он был пророком. Зу-ль-Кифль проповедовал в среде израильтян после смерти пророка Аль-Ясы, родственником которого являлся. Он исповедовал религию Мусы и опирался на законы Таурата (Торы). Также он был знатоком и проповедником Таурата.
Возможно, что он умер в Сирии. Считается, что он прожил около 75 лет. По другим данным, пророк был похоронен на острове Арал-Пайгамбар, на реке Амударья, вблизи города Термез (Узбекистан).